# Jeremy Karikari
Jeremy Opoku-Karikari (Hamburg, 23 juli 1987) is een Duits-Ghanees voetballer die doorgaans speelt als middenvelder. In juli 2023 verruilde hij Eintracht Osnabrück voor SV Büren 2010.

## Clubcarrière
Na voor de vier grootste clubs van zijn geboorteplaats Hamburg gespeeld te hebben in de jeugd, kwam Karikari terecht bij de beloften van de laatste van die vier, St. Pauli. Hij speelde twee jaar bij de beloften en uiteindelijk kwam hij ook nog tot twee wedstrijden in het eerste elftal. Van 2008 tot 2010 speelde hij vervolgens in het tweede van VfB Stuttgart, voordat zijn clubhoppen begon. Bij Jahn Regensburg, Eintracht Trier en RB Leipzig speelde hij maar één seizoen per club en in de zomer van 2013 ondertekende hij een contract voor één seizoen bij VfL Osnabrück. Na dit seizoen vertrok hij weer en hierop verkaste hij naar SV Elversberg, waar hij opnieuw voor één jaargang tekende. Na dit jaar verliet Karikari Elversberg. In maart 2016 tekende de middenvelder voor Eintracht Norderstedt. Een jaar later werd TuS Dassendorf de nieuwe club van Karikari. Hij verkaste in januari 2019 naar SV Hellern en medio 2022 naar Eintracht Osnabrück, waar hij speler-coach werd. Een jaar later verkaste hij naar SV Büren 2010.